# 2007年のサッカー
< 2007年 | 2007年のスポーツ
2007年のサッカー（2007ねんのサッカー）では、2007年（平成19年）における、日本および世界のサッカー界の動向をまとめる。

## できごと

### 1月
- 1月1日 - 第86回天皇杯全日本サッカー選手権大会決勝が国立霞ヶ丘競技場陸上競技場で行われ、浦和レッドダイヤモンズが優勝。Jリーグ発足後、Jリーグのクラブが連覇するのは史上初。また、浦和はJリーグの優勝と併せ、2006年シーズンの2冠を達成。
- 1月8日 - 第85回全国高等学校サッカー選手権大会決勝（国立霞ヶ丘陸上競技場）で、岩手県立盛岡商業高等学校が、岡山県作陽高等学校を2対1で破り初優勝。岩手県勢として初、東北勢としても秋田市立秋田商業高等学校以来40年ぶりとなる全国制覇。
- 1月19日 - 2006 FIFAワールドカップ3位決定戦などで主審を務めた上川徹が審判からの引退を表明。
- 1月26日 - 欧州サッカー連盟（UEFA）会長選挙で、元フランス代表のミシェル・プラティニが現職のレナート・ヨハンソンを破り初当選。

### 2月
- 2月24日 - ゼロックス・スーパーカップが国立霞ヶ丘陸上競技場で行われ、ガンバ大阪が初優勝。

### 3月
- 3月3日 - 2007年のJリーグがJ1・J2共に開幕。
- 3月17日 - 2007 FIFA女子ワールドカップ大陸間プレーオフ第2戦がメキシコのトルーカで開催され、日本はメキシコに1-2で敗れたものの、2試合合計スコアが3-2と日本が上回ったため、5大会連続でFIFA女子ワールドカップの出場権を獲得。
- 3月24日 - サッカー日本代表の今年最初の試合、キリンチャレンジカップ（対ペルー戦）が横浜国際総合競技場で開催され、オシム体制になって初めて中村俊輔、高原直泰の「海外組」を招集。試合は2-0で日本が勝利。
- 3月31日 - サンフレッチェ広島・ウェズレイが対横浜F・マリノス戦でゴールを決め、Jリーグ史上3人目のリーグ戦通算100得点を達成。(外国人選手としては初の達成で、148試合目での達成は最速)

### 4月
- 4月18日 - 北京オリンピック男子サッカーアジア地区2次予選、シリア対日本がシリアのダマスカスで行われ、日本は2-0で勝利。この結果日本はB組2位以内が確定し、最終予選進出を決める。
- 4月21日 - フランス1部リーグ（リーグ・アン）でリヨンが6連覇達成。欧州主要リーグ（イタリア、イングランド、スペイン、ドイツ、フランス）で初の快挙。
- 4月22日 - スコットランド1部リーグ（スコティッシュ・プレミアリーグ）でセルティックFCが連覇達成。同チームに所属する中村俊輔が年間最優秀選手に選ばれた。ヨーロッパのリーグで日本人選手のMVP受賞は史上初。

### 5月
- 5月3日 - ジュビロ磐田・中山雅史が対清水エスパルス戦でゴールを決め、14年連続得点を達成。
- 5月9日 - AFCチャンピオンズリーグ2007グループステージで川崎フロンターレの予選1位が確定。同大会が始まってから日本のチームが決勝トーナメントに進出するのは史上初（浦和レッドダイヤモンズも5月23日のグループステージ最終戦で決勝トーナメント進出）。
- 5月12日 - 横浜FC・三浦知良が対サンフレッチェ広島戦でゴールを決め、40歳2ヶ月16日でのJリーグ日本人最年長得点記録(5月26日の大分トリニータ戦でもゴールを決め自らの記録を更新)。

### 7月
- 7月25日 - ベトナムで行われたAFCアジアカップ2007準決勝でサッカー日本代表が、サウジアラビアに2-3で敗れ、大会3連覇を逃す。28日の3位決定戦も韓国にPK戦の末敗れ、結局4位でこの大会を終える。

### 8月
- 8月4日 - 北京オリンピック女子サッカーアジア地区最終予選で、サッカー日本女子代表（なでしこジャパン）がベトナムに勝利。この結果、グループAの1位が確定し、2大会連続3回目のオリンピック出場権を獲得。

### 9月
- 9月23日 - 日本初の全国規模のフットサルリーグ、日本フットサルリーグ（Fリーグ）が開幕。

### 10月
- 10月24日 - AFCチャンピオンズリーグ2007準決勝第2戦が行われ、浦和レッドダイヤモンズがPK戦の末勝利。同大会が始まって以来日本のチームが決勝に進出するのは初。
- 10月30日 - FIFA理事会で2014 FIFAワールドカップ開催国がブラジルに決定。同時に、2018 FIFAワールドカップから開催国の大陸持ち回り制が廃止されることも決定。

### 11月
- 11月3日 - ナビスコカップ決勝戦が国立霞ヶ丘競技場陸上競技場で行われ、ガンバ大阪が初優勝を果たす。
- 11月14日 - AFCチャンピオンズリーグ2007決勝第2戦が埼玉スタジアム2002で行われ、浦和レッドダイヤモンズがフーラッド・モバラケ・セパハンFCを2－0で下し優勝。日本のクラブの同大会優勝は初めて、前身のアジアクラブ選手権を含めると1998～99年シーズンのジュビロ磐田以来、8シーズンぶり4クラブ目。
- 11月16日 - 日本代表のイビチャ・オシム監督が倒れ緊急入院、急性脳梗塞と診断される。
- 11月21日 - 北京オリンピック男子サッカーアジア地区最終予選の最終戦が行われ、日本はサウジアラビアと引き分け。この結果予選1位となり、4大会連続のオリンピック出場権を獲得。
- 11月30日 - AFC（アジアサッカー連盟）は、U-22（22歳以下）アジアサッカー選手権の新設を決定した。大会は二年に一度開催されることとなり、早ければ2009年に第一回の大会が開催される。夏季オリンピック前年の大会は、オリンピックサッカーアジア最終予選を兼ねて開催される。

### 12月
- 12月1日 - Jリーグ最終節が行われ、J1では鹿島アントラーズが5度目の年間王者に輝く。J2はコンサドーレ札幌が優勝、2位東京ヴェルディ1969とともにJ1昇格を決めた。J2降格はヴァンフォーレ甲府と横浜FC。
- 12月7日 - 日本サッカー協会は、脳梗塞で倒れたイビチャ・オシムの後任となる新しい男子日本代表監督に元日本代表監督の岡田武史を、契約満了で退任した大橋浩司の後任となる新しい日本女子代表監督として佐々木則夫をそれぞれ指名し、就任発表を行った。
- 12月8日 - J1・J2入替戦第2戦、サンフレッチェ広島対京都サンガF.C.が行われ、2試合合計1-2で京都のJ1復帰、広島のJ2降格が決まった。
- 12月16日 - FIFAクラブワールドカップ2007の決勝戦が横浜国際総合競技場で開催され、ACミランが優勝。現行の大会方式になってから初めてヨーロッパ代表が優勝。また、同日行われた3位決定戦で浦和レッドダイヤモンズが勝利し、アジア勢として初めて3位に入った。

## 国内リーグ・カップ戦優勝クラブ

### ヨーロッパ
- アイスランド
  - 〈リーグ〉ウルヴァルステイルト2007 - ヴァルル・レイキャヴィーク
- アイルランド
  - 〈リーグ〉リーグ・オブ・アイルランド2007 - ドロヘダ・ユナイテッドFC
- イスラエル
  - 〈リーグ〉イスラエル・プレミアリーグ2006-07 - ベイタル・エルサレムFC
- イタリア
  - 〈リーグ〉セリエA 2006-2007 - インテルナツィオナーレ・ミラノ
  - 〈リーグカップ〉コッパ・イタリア2006-07 - ASローマ
- イングランド
  - 〈リーグ〉FAプレミアリーグ2006-2007 - マンチェスター・ユナイテッドFC
  - 〈オープンカップ〉FAカップ2006-07 - チェルシーFC
  - 〈リーグカップ〉カーリング・カップ2007 - チェルシーFC
- ウェールズ
  - 〈リーグ〉ウェルシュ・プレミアリーグ2006-07 ザ・ニュー・セインツFC
- ウクライナ
  - 〈リーグ〉ウクライナ・プレミアリーグ2006-07 - FCディナモ・キーウ
- エストニア
  - 〈リーグ〉メスタリリーガ2007 - FCレバディア・タリン
- オーストリア
  - 〈リーグ〉ブンデスリーガ2006-07 - レッドブル・ザルツブルク
- オランダ
  - 〈リーグ〉エールディヴィジ2006-07 - PSVアイントホーフェン
  - 〈リーグカップ〉KNVBカップ2007 - アヤックス・アムステルダム
- 北アイルランド
  - 〈リーグ〉アイリッシュ・プレミアリーグ2006-07 - リンフィールドFC
- ギリシャ
  - 〈リーグ〉ギリシャ・スーパーリーグ2006-07 - オリンピアコス
  - 〈リーグカップ〉キペロ・エラーダス2007 - AEL 1964
- クロアチア
  - 〈リーグ〉プルヴァHNL2006-07 - NKディナモ・ザグレブ
- スイス
  - 〈リーグ〉スーパーリーグ2006-07 - FCチューリッヒ
- スウェーデン
  - 〈リーグ〉アルスヴェンスカン2007 - IFKヨーテボリ
- スコットランド
  - 〈リーグ〉スコティッシュ・プレミアリーグ2006–07 - セルティックFC
  - 〈リーグカップ〉スコティッシュリーグカップ2006–07 - ハイバーニアンFC
- スペイン
  - 〈リーグ〉リーガ・エスパニョーラ2006-2007 - レアル・マドリード
  - 〈リーグカップ〉コパ・デル・レイ2006-07 - セビージャFC
- スロバキア
  - 〈リーグ〉ツォルゴン・リーガ2006–07 - MŠKジリナ
- セルビア
  - 〈リーグ〉セルビア・スーペルリーガ2006–07 - レッドスター・ベオグラード
- チェコ
  - 〈リーグ〉ガンブリヌス・リーガ2005–07 - ACスパルタ・プラハ
- デンマーク
  - 〈リーグ〉デンマーク・スーペルリーガ2006–07 - FCコペンハーゲン
- ドイツ
  - 〈リーグ〉ドイツ・ブンデスリーガ2006-2007 - VfBシュトゥットガルト
  - 〈リーグカップ〉ドイツ・カップ - 1.FCニュルンベルク
- トルコ
  - 〈リーグ〉スュペル・リグ2006–07 - フェネルバフチェSK
- ノルウェー
  - 〈リーグ〉ティッペリーガエン2007 - SKブラン
- ハンガリー
  - 〈リーグ〉ネムゼティ・バイノクシャーグI2006-07 - デブレツェニVSC
- フランス
  - 〈リーグ〉リーグ・アン2006-2007 - オリンピック・リヨン
  - 〈オープンカップ〉クープ・ドゥ・フランス2007 - FCソショー
  - 〈リーグカップ〉クープ・ドゥ・ラ・リーグ2007 - FCジロンダン・ボルドー
- ブルガリア
  - 〈リーグ〉ブルガリアプロサッカーリーグ2006-07 - レフスキ・ソフィア
- ベルギー
  - 〈リーグ〉ジュピラー・プロ・リーグ2006-07 - RSCアンデルレヒト
- ボスニア・ヘルツェゴビナ
  - 〈リーグ〉プレミイェル・リーガ2006-07 - FKサラエヴォ
- ポーランド
  - 〈リーグ〉エクストラクラサ2006-07 - ザグウェンビェ・ルビン
- ポルトガル
  - 〈リーグ〉ビーウィン・リーガ2006–07 - FCポルト
- モルドバ
  - 〈リーグ〉ディヴィジア・ナツィオナラ2006-07 - FCシェリフ・ティラスポリ
- ルーマニア
  - 〈リーグ〉リーガ12006–07 - FCディナモ・ブカレスト
- ロシア
  - 〈リーグ〉ロシア・プレミアリーグ2007 - FCゼニト・サンクトペテルブルク

### 南米
- アルゼンチン
  - 〈リーグ〉プリメーラ・ディビシオン2006-07 - 前期：エストゥディアンテス・デ・ラ・プラタ、後期：CAサン・ロレンソ・デ・アルマグロ
- ウルグアイ
  - 〈リーグ〉プリメーラ・ディビシオン2006-07 - ダヌービオFC
- エクアドル
  - 〈リーグ〉セリエA2007 - LDUキト
- コロンビア
  - 〈リーグ〉カテゴリア・プリメーラA2007 - 前期：アトレティコ・ナシオナル、後期：アトレティコ・ナシオナル
- チリ
  - 〈リーグ〉プリメーラ・ディビシオン - 2007前期：CSDコロコロ、2007後期：CSDコロコロ
- パラグアイ
  - 〈リーグ〉リーガ・パラグアージャ2007 - リベルタ
- ブラジル
  - 〈リーグ〉カンピオナート・ブラジレイロ・セリエA 2007 - サンパウロFC
- ペルー
  - 〈リーグ〉プリメーラ・ディビシオン2007 - ウニベルシダ・サン・マルティン

### 北中米カリブ海
- アメリカ、カナダ
  - 〈リーグ〉メジャーリーグサッカー2007 - ヒューストン・ダイナモ
  - 〈オープンカップ〉USオープンカップ2007 - ニューイングランド・レボリューション
- コスタリカ
  - 〈リーグ〉プリメーラ・ディビシオン - 2006-07：デポルティーボ・サプリサ、2007-08前期：デポルティーボ・サプリサ
- メキシコ
  - 〈リーグ〉プリメーラ・ディビシオン - (C)：CFパチューカ、(A)：アトランテFC

### アフリカ
- アルジェリア
  - 〈リーグ〉アルジェリア・シャンピオナ・ナシオナル2006-07 - ESセティフ
- エジプト
  - 〈リーグ〉エジプト・プレミアリーグ2006-07 - アル・アハリ
- コートジボワール
  - 〈リーグ〉コートジボワール・プレミア・ディビジョン2007 - アフリカ・スポール
- コンゴ民主共和国
  - 〈リーグ〉リナフット2007 - TPマゼンベ
- チュニジア
  - 〈リーグ〉チュニジア・リーグ2006-07 - エトワール・サヘル
- ナイジェリア
  - 〈リーグ〉ナイジェリア・プレミアリーグ2007 - エニンバ

### アジア
- イラン
  - 〈リーグ〉イラン・プロ・リーグ2006-07 - サイパFC
- オーストラリア
  - 〈リーグ〉Aリーグ2006-07 - メルボルン・ビクトリーFC
- 韓国
  - 〈リーグ〉Kリーグ2007 - 浦項スティーラース
  - 〈オープンカップ〉韓国FAカップ2007 - 全南ドラゴンズ
  - 〈リーグカップ〉三星ハウゼンカップ2006 - 蔚山現代ホランイ
- サウジアラビア
  - 〈リーグ〉サウジ・プロフェッショナルリーグ2006-07 - アル・イテハド
- タイ
  - 〈リーグ〉タイ・プレミアリーグ2007 - チョンブリーFC
- 中国
  - 〈リーグ〉中国スーパーリーグ2007 - 長春亜泰足球倶楽部
- 日本
  - 〈リーグ〉J1リーグ 2007 - 鹿島アントラーズ
  - 〈オープンカップ〉第86回天皇杯 - 浦和レッドダイヤモンズ
  - 〈リーグカップ〉2007Jリーグヤマザキナビスコカップ - ガンバ大阪
- ベトナム
  - 〈リーグ〉ベトナムサッカーリーグ2007 - ベカメックス・ビンズオン

## クラブチームによる国際大会
- CONCACAFチャンピオンズカップ2007
  -  CFパチューカ （5年ぶり2回目）

| 決勝・第1戦：4月18日 |  | CDグアダラハラ 2 - 2 CFパチューカ            |
| 決勝・第2戦：4月25日 |  | CFパチューカ 0 - 0 (PK 7 - 6) CDグアダラハラ |
- OFCチャンピオンズリーグ2007
  -  ワイタケレ・ユナイテッド （初優勝）

| 決勝・第1戦：4月21日 |  | バFC 2 - 1 ワイタケレ・ユナイテッド |
| 決勝・第2戦：4月29日 |  | ワイタケレ・ユナイテッド 1 - 0 バFC |アウェーゴール規定により、ワイタケレの優勝。
- UEFAカップ 2006-07
  -  セビージャFC （2年連続2回目）

決勝：5月16日
 RCDエスパニョール 2 - 2 (PK 1 - 3 )  セビージャFC
- UEFAチャンピオンズリーグ 2006-07
  -  ACミラン （4年ぶり7回目）

決勝：5月23日、ギリシャ・アテネ、アテネ・オリンピックスタジアム
 ACミラン 2 - 1  リヴァプールFC
- A3チャンピオンズカップ2007（中国・6月7日～13日）
  - 優勝： 上海緑地申花足球倶楽部
- コパ・リベルタドーレス2007
  -  ボカ・ジュニアーズ （4年ぶり6回目）

| 決勝・第1戦：6月13日 |  | ボカ・ジュニアーズ 3 - 0 グレミオFBPA |
| 決勝・第2戦：6月20日 |  | グレミオFBPA 0 - 2 ボカ・ジュニアーズ |
- CAFチャンピオンズリーグ2007
  -  エトワール・サヘル （初優勝）

| 決勝・第1戦：10月27日 |  | エトワール・サヘル 0 - 0 アル・アハリ |
| 決勝・第2戦：11月9日  |  | アル・アハリ 1 - 3 エトワール・サヘル |
- AFCチャンピオンズリーグ2007
  -  浦和レッドダイヤモンズ （初優勝）

| 決勝・第1戦：11月7日  |  | フーラッド・モバラケ・セパハンFC 1 - 1 浦和レッドダイヤモンズ |
| 決勝・第2戦：11月14日 |  | 浦和レッドダイヤモンズ 2 - 0 フーラッド・モバラケ・セパハンFC |
- FIFAクラブワールドカップ2007
  -  ACミラン （初優勝）

決勝：12月16日、日本・横浜国際総合競技場
 ACミラン 4 - 2  ボカ・ジュニアーズ

## ナショナルチームによる国際大会
- 2007 CONCACAFゴールドカップ
  - 6月6日 - 6月26日（開催国：アメリカ合衆国）

| 決勝：6月26日 |  | アメリカ合衆国 | 2 | - | 1 | メキシコ |  |
- コパ・アメリカ2007
  - 6月26日 - 7月15日（開催国：ベネズエラ）

| 決勝：7月15日 |  | ブラジル | 3 | - | 0 | アルゼンチン |  |
- AFCアジアカップ2007
  - 7月7日 - 7月29日（開催国：インドネシア、マレーシア、タイ、ベトナム）

| 決勝：7月29日 |  | イラク | 1 | - | 0 | サウジアラビア |  |

### 年代別代表
- 2007 FIFA U-20ワールドカップ
  - 6月30日 - 7月22日（開催国：カナダ）

| 決勝：7月22日 |  | アルゼンチン | 2 | - | 1 | チェコ |  |
- 2007 FIFA U-17ワールドカップ
  - 8月18日 - 9月9日（開催国：韓国）

| 決勝：9月9日 |  | ナイジェリア | 0 | - | 0 | (PK 3 - 0) | スペイン |  |

### 女子代表
- 2007 FIFA女子ワールドカップ
  - 9月10日 - 9月30日（開催国：中国）

| 決勝：9月30日 |  | ドイツ | 2 | - | 0 | ブラジル |  |

## 日本

### クラブチームによる国内大会
- 第86回天皇杯全日本サッカー選手権大会
  - 決勝　1月1日・国立霞ヶ丘競技場陸上競技場
  - 浦和レッドダイヤモンズ 1 - 0 ガンバ大阪

- 浦和は2年連続6回目の優勝（前身のチームを含む）
- Jリーグ発足後連覇したチームは初、前身のJSL時代を含めても71回、72回（1991、92年）の日産自動車サッカー部（92年は日産FC横浜マリノス、現・横浜F・マリノス）以来14年ぶり。

- ゼロックス・スーパーカップ2007
  - 2月24日・国立霞ヶ丘陸上競技場
  - ガンバ大阪（天皇杯準優勝） 4 - 0 浦和レッドダイヤモンズ（Jリーグ・天皇杯優勝）

- G大阪は同大会初優勝

- Jリーグオールスターサッカー
  - 8月4日・静岡スタジアム・エコパ
  - J WEST 3 - 2 J EAST
    - MVP・大久保嘉人（ヴィッセル神戸）
- Jリーグヤマザキナビスコカップ2007
  - 決勝　11月3日・国立霞ヶ丘陸上競技場
  - 川崎フロンターレ 0 - 1 ガンバ大阪

- G大阪は同大会初優勝

- Jリーグ 2007
  - 3月3日 - 12月1日
    - ディビジョン1優勝：鹿島アントラーズ（6年ぶり5回目）

    - ディビジョン2優勝：コンサドーレ札幌

#### 女子
- 第28回全日本女子サッカー選手権大会（1月1日・国立霞ヶ丘陸上競技場）
  - TASAKIペルーレFC 2- 0 岡山湯郷ベル
    - TASAKIは3年ぶり4回目の優勝
- なでしこリーグカップ2007
  - 決勝：日テレ・ベレーザ 2 - 1 浦和レッドダイヤモンズ・レディース
- mocなでしこリーグ2007
  - 1部：日テレ・ベレーザ（3年連続10回目）
  - 2部：TEPCOマリーゼ

#### 学生・ユースクラブ
- 第85回全国高等学校サッカー選手権大会 決勝（1月8日・国立霞ヶ丘陸上競技場）
  - 盛岡商（岩手） 2 - 1 作陽（岡山）
    - 盛岡商は初優勝
    - 岩手県勢の優勝は初めて、東北勢の優勝は1966年度の秋田商以来、40年ぶり。
- 第55回全日本大学サッカー選手権大会決勝（1月14日・国立霞ヶ丘陸上競技場）
  - 駒澤大学 6 - 1 早稲田大学
    - 駒澤大学は3年連続6回目の優勝
    - 大会3連覇した大学は史上4校目。
- 高円宮杯第18回全日本ユース(U-18)サッカー選手権大会決勝（10月8日・埼玉スタジアム2002）
  - 流経大付属柏高校 1 - 0 サンフレッチェ広島ユース
    - 流経大付属柏高校は初優勝
- 第15回Jリーグユース選手権大会決勝（12月24日・長居スタジアム）
  - FC東京U-18 2 - 1 柏レイソルU-18
    - FC東京は初優勝

### 日本代表
- AFCアジアカップ2007
  - グループリーグ
    - 日本はグループB、会場はすべてベトナム・ハノイ・ミーディン国立競技場
    - 7月9日 - 日本 1 - 1 カタール
    - 7月13日 - アラブ首長国連邦　1 - 3 日本
    - 7月16日 - ベトナム 1 - 4 日本
      - グループリーグ1位で決勝トーナメント進出

  - 準々決勝
    - 7月21日 - 日本 1 - 1 (PK 4 - 3) オーストラリア
      - 会場：ミーディン国立競技場

  - 準決勝
    - 7月25日 - 日本 2 - 3 サウジアラビア
      - 会場：ミーディン国立競技場

  - 3位決定戦
    - 7月28日 - 韓国 0 - 0 (PK 6 - 5) 日本
      - 会場：ジャカ・バリン競技場

- 日本は大会3連覇を狙ったが、準決勝で敗れ結局4位に終わった。

- 国際親善試合
  - 3月24日 - 日本 2 - 0 ペルー
    - 会場：横浜国際総合競技場

  - 8月22日 - 日本 2 - 0 カメルーン
    - 会場：九州石油ドーム
- 三大陸トーナメント
  - 9月7日（日本時間8日）- オーストリア 0 - 0 (PK 4 - 3) 日本
    - 会場：オーストリア・ヴェルターゼスタジアム

  - 9月11日（日本時間12日）- 日本 4 - 3 スイス
    - 会場：オーストリア・ヴェルターゼスタジアム

  - オーストリア戦勝点1（大会規定による）、スイス戦勝点3、合計4点により優勝。
- キリンカップサッカー
  - 6月1日 - 日本 2 - 0 モンテネグロ
    - 会場：静岡スタジアム・エコパ

  - 6月5日 - 日本 0 - 0 コロンビア
    - 会場：埼玉スタジアム
- アジア・アフリカチャレンジカップ
  - 10月17日 - 日本 4 - 1 エジプト
    - 会場：長居スタジアム

#### U-22日本代表
- 北京オリンピックサッカーアジア予選
  - 2次予選 
    - 2月28日 - 日本 3 - 0 香港
      - 会場：国立霞ヶ丘競技場陸上競技場

    - 3月14日 - マレーシア 1 - 2 日本
      - 会場：ペタリンジャヤスタジアム

    - 3月28日 - 日本 3 - 0 シリア
      - 会場：国立霞ヶ丘陸上競技場

    - 4月18日 - シリア 0 - 2 日本
      - 会場：アブシーンスタジアム

    - 5月16日 - 香港 0 - 4 日本
      - 会場：香港スタジアム

    - 6月6日 - 日本 3 - 1 マレーシア
      - 会場：国立霞ヶ丘陸上競技場

  - 最終予選
    - 8月22日 - 日本 1 - 0 ベトナム
      - 会場：国立霞ヶ丘陸上競技場

    - 9月8日（日本時間9日）- サウジアラビア 0 - 0 日本
      - 会場：モハメド・ビン・ファッド・スタジアム

    - 9月12日 - 日本 1 - 0 カタール
      - 会場：国立霞ヶ丘陸上競技場

    - 10月17日（日本時間18日）- カタール 2 - 1 日本
      - 会場：アルサッドスタジアム

    - 11月17日 - ベトナム 0 - 4 日本
      - 会場：ミーディン国立競技場

    - 11月21日 - 日本 0 - 0 サウジアラビア
      - 会場：国立霞ヶ丘陸上競技場

- 日本は4大会連続のオリンピック出場権を獲得。

- 国際親善試合
  - 2月21日 - 日本 0 - 0 アメリカ
    - 会場：熊本県民総合運動公園陸上競技場

#### U-20日本代表
- 2007 FIFA U-20ワールドカップ
  - グループリーグ
    - 日本はグループF、会場はすべてロイヤル・アスレチック・パーク（カナダ・ビクトリア）
    - 7月1日（日本時間2日）- 日本 3 - 1 スコットランド
    - 7月4日（日本時間5日）- コスタリカ 0 - 1 日本
    - 7月7日（日本時間8日）- 日本 0 - 0 ナイジェリア

  - ラウンド16
    - 7月11日（日本時間12日）- 日本 2 - 2 (PK 3 - 4) チェコ
      - 会場：ロイヤル・アスレチックパーク

#### U-17日本代表
- 2007 FIFA U-17ワールドカップ
  - グループリーグ 日本はグループD
    - 8月19日 - 日本 3 - 1 ハイチ
      - 会場：韓国・光陽サッカー専用球場

    - 8月22日 - 日本 0 - 3 ナイジェリア
      - 会場：韓国・光陽サッカー専用球場

    - 8月25日 - 日本 1‐2 フランス
      - 会場：韓国・高陽総合運動場

#### なでしこジャパン
- FIFA女子ワールドカップ2007予選・大陸間プレーオフ
  - 3月10日 - 日本 2 - 0 メキシコ
    - 会場：国立霞ヶ丘競技場陸上競技場

  - 3月17日 - メキシコ 1 - 2 日本
    - 会場：メキシコ・トルーカ
- 北京オリンピックアジア最終予選
  - 4月7日 - 日本 2 - 0 ベトナム
    - 会場：国立霞ヶ丘陸上競技場

  - 4月15日 - タイ 0 - 4 日本 
    - 会場：タイ・アーミースタジアム

  - 6月3日 - 日本 6 - 1 韓国
    - 会場：国立霞ヶ丘陸上競技場

  - 6月10日 - 韓国 2 - 2 日本
    - 会場：韓国・富川

  - 8月4日 - ベトナム 0 - 8 日本
    - 会場：ベトナム・ハイフォン
- 2007 FIFA女子ワールドカップ
  - グループリーグ（日本はグループA）
    - 9月11日 - 日本 2 - 2 イングランド
      - 会場：中国･上海虹口体育場

    - 9月14日 - アルゼンチン 0 - 1 日本
      - 会場：中国･上海虹口体育場

    - 9月17日 - ドイツ 2 - 0 日本
      - 会場：中国・杭州黄龍体育場

## 死去
カッコ内は生年
- 6月26日 -  ユップ・デアヴァル（1927年）
- 8月28日 -  アントニオ・プエルタ（1984年）
- 11月5日 -  ニルス・リードホルム（1922年）
- 11月23日 -  オスカル・サンチェス（1971年）
- 12月29日 -  フィル・オドネル（1972年）